# Открытый чемпионат США по теннису

Логотип турнира.

Открытый чемпионат США по теннису (англ. The United States Open Tennis Championships; US Open) — один из четырёх турниров Большого шлема, ныне проводящийся в американском городе Нью-Йорк на кортах местного Национального теннисного центра. Основные сетки соревнования традиционно проводятся в двухнедельный отрезок на рубеже лета и осени, выявляя победителей в девяти разрядах: в пяти — у взрослых и четырёх — у старших юниоров.
Организатор турнира — Ассоциация тенниса США. C 1978 года игровым покрытием является одна из модификаций хардового корта.

## История
Впервые турнир был проведён под названием «Национальный чемпионат США среди мужчин» (U.S. National Men’s Singles Championship) в августе 1881 г. в Ньюпорт Казино, г. Ньюпорт, Род-Айленд и только в одиночном мужском разряде. В турнире могли участвовать только клубы-члены Национальной Ассоциации лаун-тенниса США. Первым победителем в одиночном разряде стал Ричард Сирс.
В 1900 г. был впервые проведён «Национальный чемпионат США среди мужских пар» (U.S. National Men’s Doubles Championship). Сначала турнир проводился отдельно в восточной и западной частях страны для выявления двух сильнейших команд, которые затем играли между собой, а победитель получал право сразиться за чемпионство с текущим обладателем титула. Практика проведения предварительных раундов была прекращена в мужской части турнира в 1911 г. и в женской в 1918 г.
Женский одиночный турнир «Национальный чемпионат США среди женщин» (U.S. Women’s National Singles Championship) был впервые проведён в 1887 г. в Крикет клубе Филадельфии. Через два года, в 1889 г., последовал парный турнир «Национальный чемпионат США среди женских пар» (U.S. Women’s National Doubles Championship), а также «Национальный чемпионат США среди смешанных пар» (U.S. Mixed Doubles Championship).
С началом Открытой Эры в 1968 г. все пять первенств были объединены в один общий турнир под названием «Открытый чемпионат США» (U.S. Open), который проводился в Теннисном клубе Уэст Сайд, в Форест Хиллс. Кроме того, турнир 1968 г. был впервые открыт для теннисистов-профессионалов, которым не позволялось выступать в турнирах до того момента. В том году в соревнованиях участвовало 96 мужчин и 63 женщины, призовой фонд составил 100 000 долларов США. В 1978 г. место проведения турнира было перенесено из Форест Хиллс во Флашинг Медоус, где он проходит каждый год и по нынешний день.
Корты
Главный корт турнира — Стадион имени Артура Эша, назван в честь американского теннисиста Артура Эша, выигравшего первый турнир в «Открытую эру» в 1968 г. Вместимость арены — 23 тысячи зрительных мест. Кроме главного корта матчи проводятся ещё на 3 кортах с трибунами для зрителей и на 13 кортах без трибун.
Все корты турнира имеют хардовое покрытие марки DecoTurf. Матчи проводятся на открытом воздухе.

## Победители
- Список финалов Открытого чемпионата США по теннису в мужском одиночном разряде
- Список финалов Открытого чемпионата США по теннису в женском одиночном разряде
- Список финалов Открытого чемпионата США по теннису в мужском парном разряде
- Список финалов Открытого чемпионата США по теннису в женском парном разряде
- Список финалов Открытого чемпионата США по теннису в смешанном парном разряде

- Список финалов Открытого чемпионата США по теннису в одиночном разряде среди юношей
- Список финалов Открытого чемпионата США по теннису в одиночном разряде среди девушек
- Список финалов Открытого чемпионата США по теннису в парном разряде среди юношей
- Список финалов Открытого чемпионата США по теннису в парном разряде среди девушек